# استان نعامه
استان نَعامه (به عربی: ولاية النعامة) نام یکی از استان‌های کشور الجزایر است.

## جغرافیا
بر پایه شماره‌گذاری استان‌ها در الجزایر نعامه استان ۴۵اُم بشمار می‌آید.
استان نعامه در شمال غربی الجزایر و در مرز مراکش قرار دارد.
مرکز آن شهر نعامه، مساحت آن پیرامون ۳۳٬۸۵۲ کیلومتر مربع و جمعیت آن ۲۰۴ هزار نفر است (آمار ۲۰۰۶).

## تقسیمات کشوری
این استان دارای سه شهرستان است:
- شهرستان نعامه
- شهرستان مشریه
- شهرستان عین الصفراء